# (23583) Křivský
(23583) Křivský, désignation internationale (23583) Krivsky, est un astéroïde de la ceinture principale.

## Description
(23583) Krivsky est un astéroïde de la ceinture principale. Il fut découvert le 22 septembre 1995 à l'Observatoire d'Ondřejov par Lenka Šarounová. Il présente une orbite caractérisée par un demi-grand axe de 2,48 UA, une excentricité de 0,20 et une inclinaison de 4,1° par rapport à l'écliptique.

## Compléments